# نصر بن صالح آل مرداس
نصر المرداسي:هو نصر بن صالح بن مرداس، أبو كامل، شبل الدولة، صاحب حلب .استولى عليها بعد أن قتل أبوه في موقعة (الأقحوانة) سنة 420 هـ . حارب الروم وكانوا بأنطاكية فتغلب عليهم .
استقل بإمارته فسير إليه المستنصر الفاطمي جيشا بقيادة أنوشتكين، أمير دمشق فقتل في المعركة واستولى أنوشتكين على حلب وأعمالها.